# Cupa Federației de Fotbal a URSS
Cupa Federației de Fotbal a URSS (în rusă Кубок Федерации футбола СССР) a fost o competiție fotbalistică oficială de cupă din URSS, care s-a ținut între anii 1986—1990, sub egida Federației de Fotbal a Uniunii Sovietice. Competiția întrunea doar echipe din Liga Superioară a URSS, care jucau între ele după sistem de cupă.

## Finale
| An   | Locația                          | Câștigătoare          | Scor  | Finalistă             |
| ---- | -------------------------------- | --------------------- | ----- | --------------------- |
| 1986 | Chișinău, Stadionul Republican   | Dnipro Dnipropetrovsk | 2 - 0 | Zenit Leningrad       |
| 1987 | Moscova, Olimpiiskii             | Spartak Moscova       | 4 - 1 | Metalist Kharkiv      |
| 1988 | Chișinău, Stadionul Republican   | Kairat Almaty         | 4 - 1 | Neftchi Baku          |
| 1989 | Dnipropetrovsk, Stadionul Meteor | Dnipro Dnipropetrovsk | 2 - 1 | Dinamo Minsk          |
| 1990 | Odesa, Stadionul Cernomoreț      | Cernomoreț Odesa      | 2 - 0 | Dnipro Dnipropetrovsk |

## Statistici
1. Dnipro Dnipropetrovsk — 2 trofee (+ 1 finală)
2. Spartak Moscova — 1 trofeu
3. FC Kairat — 1 trofeu
4. Cernomoreț Odesa — 1 trofeu